# Межевная
Межевная — деревня в Тарском районе Омской области России. Входит в состав Егоровского сельского поселения.

## История
Согласно Закону Омской области от 30 июля 2004 года № 548-ОЗ «О границах и статусе муниципальных образований Омской области» деревня вошла в состав образованного  Егоровского сельского поселения.

## География
Находится на северо-востоке региона, у р. Межевка, в тайге. Улица одна — Центральная.

## Население
| 2002 | 2010 |
| ---- | ---- |
| 81   | ↘49  |

Гендерный состав
По данным Всероссийской переписи населения 2010 года в гендерной структуре населения из 49 человек мужчин — 28, женщин — 21 (57,1	и 42,9  % соответственно) .
Национальный состав
Согласно результатам переписи 2002 года, в национальной структуре населения русские составляли  92 % от общей численности населения в 81 чел. .

## Инфраструктура
Лесное хозяйство. Личное подсобное хозяйство.

## Транспорт
Лесные дороги. 